# Křížová cesta (Liberec)
Křížová cesta v Liberci se nachází na Malém náměstí za kostelem Nalezení svatého Kříže v liberecké městské části Nové Město.

## Historie
Křížová cesta byla původně postavena na Keilově vrchu. Tvoří ji čtrnáct výklenkových kapliček, které jsou vyrobené z pískovce.
Roku 1760 byla cesta přenesena ke kostelu Nalezení svatého Kříže. Barokní výklenkové kaple jsou umístěny na zatravněném pozemku na severní straně kostela a od bývalého morového hřbitova jsou odděleny zdí. Kapličky byly v letech 1854–1855 opraveny zároveň s okolím kostela. Původní dřevěné obrazy byly nahrazeny obrazy malovanými na plechu, vyhotovenými podle návrhu malíře Führicha z Chrastavy.
Kvůli značnému poškození v průběhu doby, byly obrazy z iniciativy arciděkana Antona Hofmana roku 1887 sejmuty a nahrazeny měděnými. Tyto obrazy dodala vídeňská firma Zambach und Müller. Na svátek svatého Václava dne 28. září 1888 byla křížová cesta posvěcena.
Roku 1982 byly obrazy, takřka zbavené barvy a místy poškozené, opraveny Petrem Hartigem z Liberce.

## Galerie

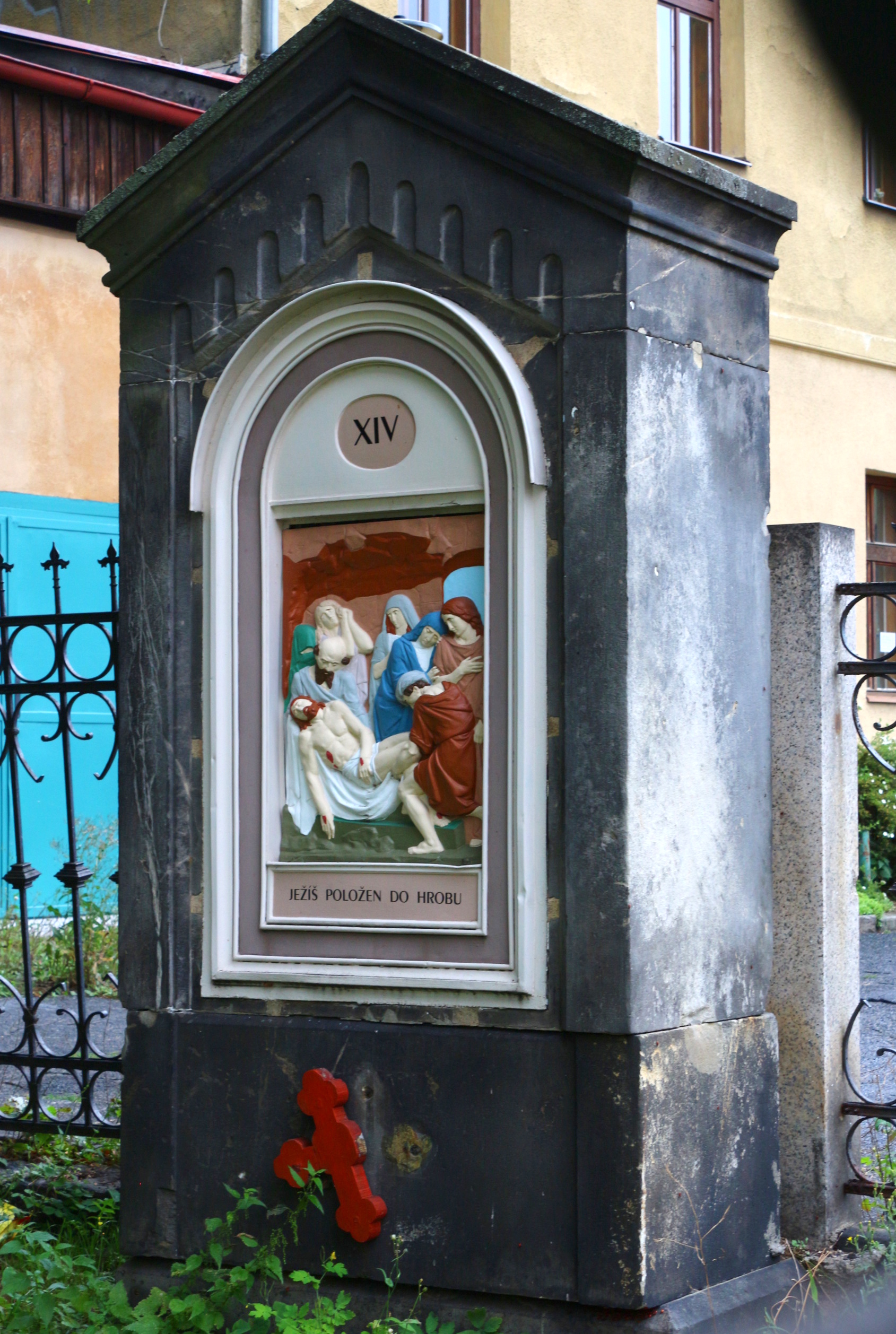
14. zastavení Ježíšovo